# Ciulu
Ciulu is een bestuurslaag in het regentschap Ciamis van de provincie West-Java, Indonesië. Ciulu telt 3553 inwoners (volkstelling 2010).